# Phaeoacremonium novae-zelandiae
Phaeoacremonium novae-zelandiae är en svampart som beskrevs av L. Mostert, W. Gams & Crous 2006. Phaeoacremonium novae-zelandiae ingår i släktet Phaeoacremonium och familjen Togniniaceae.   Inga underarter finns listade i Catalogue of Life.